# Adolf Bauer (Parteifunktionär)
Adolf Bauer (* 6. Juni 1905 in Stuttgart; † 10. Juli 1932 in Rösthusen bei Marne) war ein deutscher KPD-Funktionär in Dithmarschen, der 1932 von SS-Mitgliedern ermordet wurde.

## Leben
Bauer wuchs auf dem elterlichen landwirtschaftlichen Betrieb in Niederraunau (Schwaben) auf. Seinen Beruf als Goldschmied übte er zeitweise in Pforzheim aus und war später als Landarbeiter in Kuntzow tätig. Nach längerer Erwerbslosigkeit war er ab 1926 mit kurzen Unterbrechungen Landarbeiter in Süderdithmarschen, einer frühen Hochburg des Nationalsozialismus. Hier war er als KPD-Funktionär im Unterbezirk Heide des Bezirks Wasserkante aktiv. Er war Austräger und Verkäufer (Kolporteur) der Arbeiter-Illustrierte-Zeitung (A.I.Z.) und war als Instrukteur an der Planung und Durchführung von KPD-Versammlungen beteiligt. Bauer war Mitglied im Roten Frontkämpferbund (RFB). Als KPD-Funktionär und Mitglied des RFB bekämpfte Bauer auch das Aufkommen der Nationalsozialisten. Trotz Drohungen und Terror trat er in vielen Versammlungen nationalsozialistischer Gruppierungen als Diskussionsredner auf. Bauer mobilisierte die Erwerbslosen, holte die Landarbeiter-Kollegen zusammen, es gelang ihm, nicht wenige Zwangsversteigerungen zu verhindern.

## Ermordung
Nach einer von Bauer geleiteten KPD-Versammlung in Helse am Abend des 9. Juli 1932 fuhr er in der Nacht mit dem Fahrrad zu seinem damaligen Wohnort Sankt Michaelisdonn. In Marne machte Bauer Zwischenstation:

„Bauer ist zuletzt am 10. Juli gegen 1 Uhr 30 Min. morgens in Marne gesehen worden und wollte sich nach Hause begeben. Er hatte dort in Ortsbereich Westerdeich mit einem Mädchen auf einer Bank gesessen. Nach dessen Bekundungen sind kurz nach Mitternacht zwei Radfahrer in Uniform der N.S.D.A.P. an ihnen vorbei gekommen, die in nur 5 Meter Entfernung abstiegen und sich 5 Minuten aufhielten. Kurz nachher waren zwei junge Leute in Uniform der Nationalsozialisten auf einem Motorrad gekommen, die Bauer und seine Begleiterin anleuchteten und sich dann in Richtung Neufeld entfernten, wobei der eine sagte: ‚Hast du gesehen, das war Bauer.’ Bauer, der vergebens durch Wegwendens seines Gesichts verhindern wollte, dass er erkannt werde, äußerte zu seiner Begleiterin die Befürchtung, dass die Nazis ihn, wenn sie ihn kriegten, umbringen würden.“

Auf der Strecke nach St. Michaelisdonn wurde Bauer bei Rösthusen von mehreren SS-Männern aus Marne gestoppt. Bauer warf sein Fahrrad hin und flüchtete zu Fuß über eine Weide. Nach einem Schusswechsel wurde er von seinen Verfolgern eingeholt und zusammengeschlagen. Dann drängten sie ihn in den angrenzenden Graben. Zwei SS-Leute stellten sich auf den Körper Bauers und erstickten ihn, indem sie ihn mit dem Gesicht nach unten ins Wasser und den Schlamm drückten. Der Leiter des SS-Sturms, Hans Wigger, wurde von einem der Täter noch in der Nacht oder am frühen Morgen informiert und sorgte dann für dessen Verschwinden aus Marne. Wigger war ab 1937 in Marne Bürgermeister.

## Umgang mit der Tat bis 1933 und während des Nationalsozialismus
Erste Ermittlungen nach dem Mord wiesen 1932 darauf hin, dass es sich bei einem der Haupttäter um den SS-Mann Willy Beck handelte. Als Mittäter wurden u. a. Hugo Breuer, Willi von der Fecht, Hans-Herbert Bley und Reinhold Hoffmann aus Marne verdächtigt. Der Marner Arzt Hans Rinck hatte Zeugenangaben zufolge direkt nach der Tat Willy Beck wegen einer großen Wunde am Hals, vermutlich einer Schusswunde, im Krankenhaus behandelt. Dies hatte er den Ermittlern gegenüber aber verheimlicht und später bestritten. Ehe der Prozess begonnen hatte, kam es am 30. Januar 1933 zur  Machtergreifung der Nationalsozialisten. Die Regierung Hitler erließ am 21. März 1933 eine Amnestie für Straftaten, die „im Kampfe für die nationale Erhebung des Deutschen Volkes“ begangen worden waren. So wurden die Ermittlungen im Mordfall Bauer im Widerspruch zur Weimarer Verfassung am 12. Mai 1933 eingestellt.

## Prozess nach dem Ende des Nationalsozialismus
Nach Beendigung des Zweiten Weltkriegs wurden 1945 die Ermittlungen durch die Staatsanwaltschaft Itzehoe wieder aufgenommen. Der Verdächtige Bley galt als im Krieg vermisst, gegen Beck und Breuer und den weiteren Verdächtigen Emil Albers wurde Anklage wegen Mord und einem Verbrechen gegen die Menschlichkeit erhoben. Wegen Begünstigung eines Täters wurde der Arzt Rinck ebenfalls angeklagt. Bei dem Prozess im Juli 1948 legten die Angeklagten Beck und Breuer ein Geständnis zur Tatbeteiligung ab, wobei sie sich gegenseitig die Hauptverantwortung zuschoben. Beck und Breuer wurden wegen Verbrechens gegen die Menschlichkeit in Tateinheit mit Raufhandel zu je vier Jahren Zuchthaus verurteilt. Die Angeklagten Albers und Rinck wurden mangels Beweisen freigesprochen. In einem separaten Prozess wurde Ende Juli 1948 gegen Wilhelm von der Fecht verhandelt. Auch er wurde, wie die beiden Mittäter, zu vier Jahren Zuchthaus verurteilt.

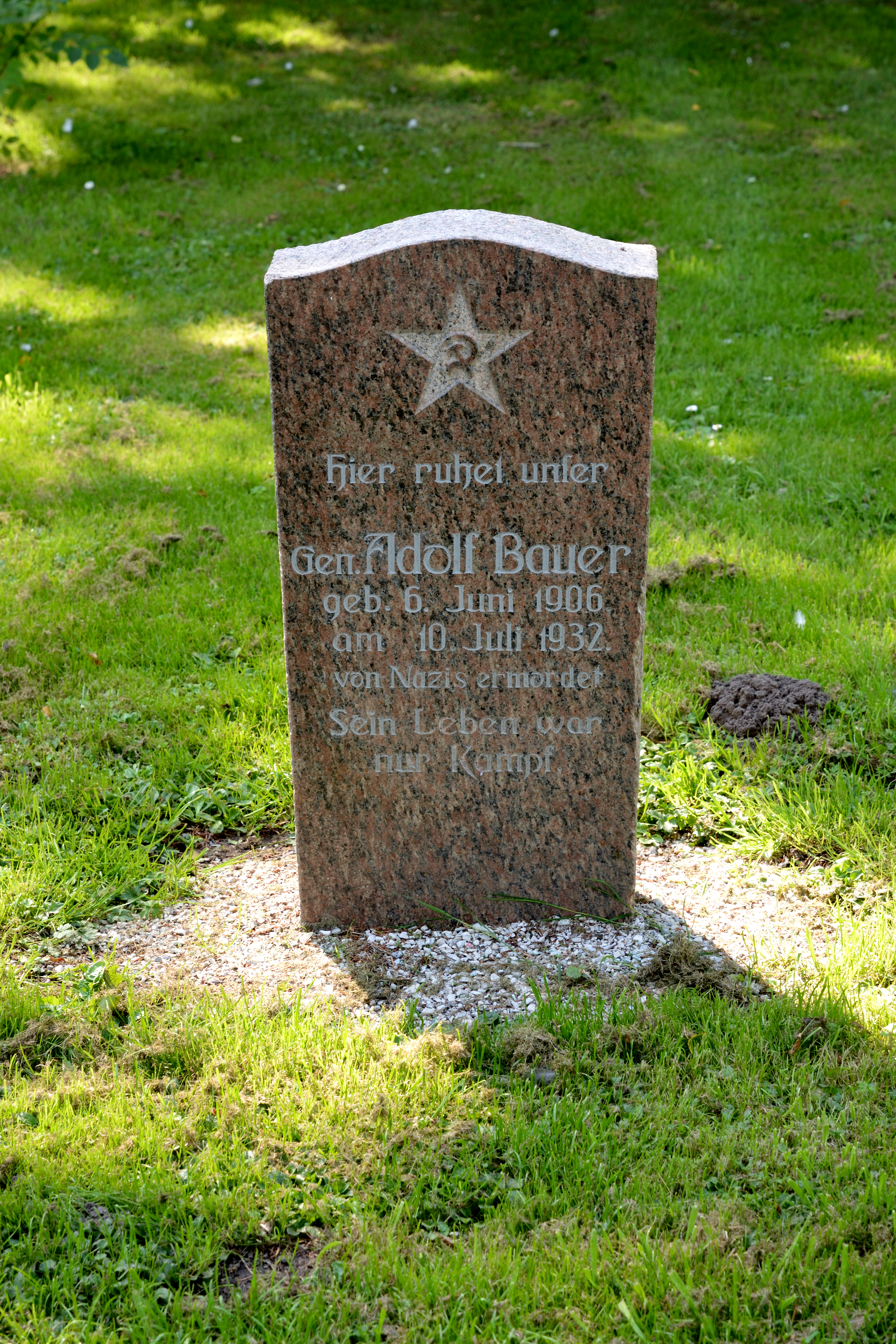
Grabstein Adolf Bauer, Friedhof Marne

Durch den Staatsanwalt und die Angeklagten wurde Revision gegen das Urteil eingelegt, die im Dezember 1948 bzw. im Januar 1948 am Schleswig-Holsteinischen Oberlandesgericht in Schleswig verhandelt wurde. Das Urteil gegen die drei Angeklagten wurde aufgehoben und das Verfahren eingestellt. Der zuständige Richter Günther Scheer war laut Personalakten im Landesarchiv im deutschnationalen Stahlhelm, später in der SA-Reserve. Die beiden Beisitzer waren seit 1933 bzw. 1937 Mitglieder der NSDAP gewesen. In der Urteilsbegründung wurde von dem Gericht der Vorwurf eines Verbrechens gegen die Menschlichkeit verworfen unter anderem mit dem Hinweis:

„In seiner menschlichen Würde kann nur verletzt werden, wer selbst in seinem Verhalten die Menschenwürde anderer achtet. Berücksichtigt man allgemein die Verrohung des politischen Kampfes im Jahre 1932 und im besonderen die Tatsache, daß hier auch der Verletzte durch Besitz und Gebrauch einer Schußwaffe seine Teilnahme an den radikalen Formen der damaligen Auseinandersetzungen kundgetan hatte, so wäre es willkürlich, eine Verletzung der Menschlichkeit einseitig bei dem festzustellen, der – womöglich zufällig – bei der Auseinandersetzung obsiegt hatte.“

## Ehrung
Adolf Bauer wurde von seinen Genossen auf dem Friedhof in Marne begraben. Als die Grabstelle aufgelassen wurde, barg der Friedhofswärter
den Stein und versteckte ihn unter anderen abgeräumten Steinen.
Im Januar 2016 erforschten Jugendliche der örtlichen Gemeinschaftsschule in einem Projekt Leben und Tod von Adolf Bauer. Daraufhin restaurierte die Kirchengemeinde den Grabstein und stellte ihn im April 2016 bei den Ehrengräbern auf.